# Salimbeni (Familie)
Die Salimbeni waren eine alte sienesische Familie, die ursprünglich auf der Seite der Ghibellinen standen und erbitterte Feinde der Tolomei waren.

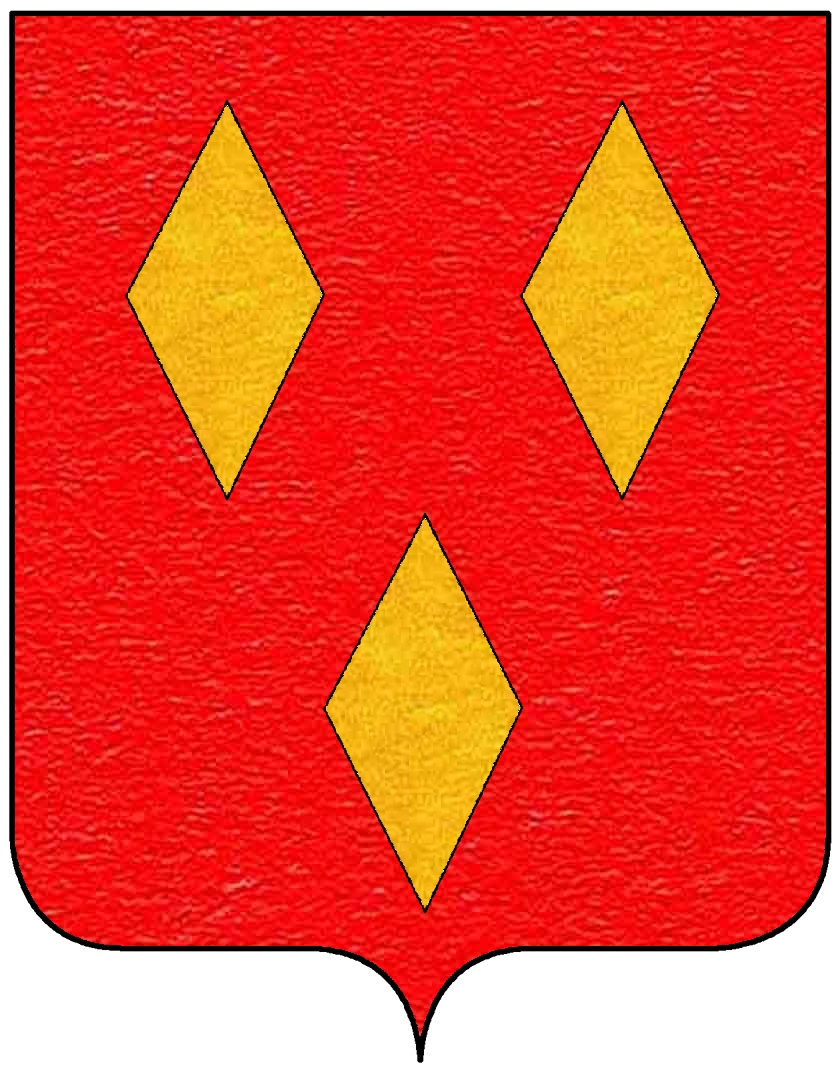
Rot, mit drei goldenen Rauten, 2.1

## Geschichte

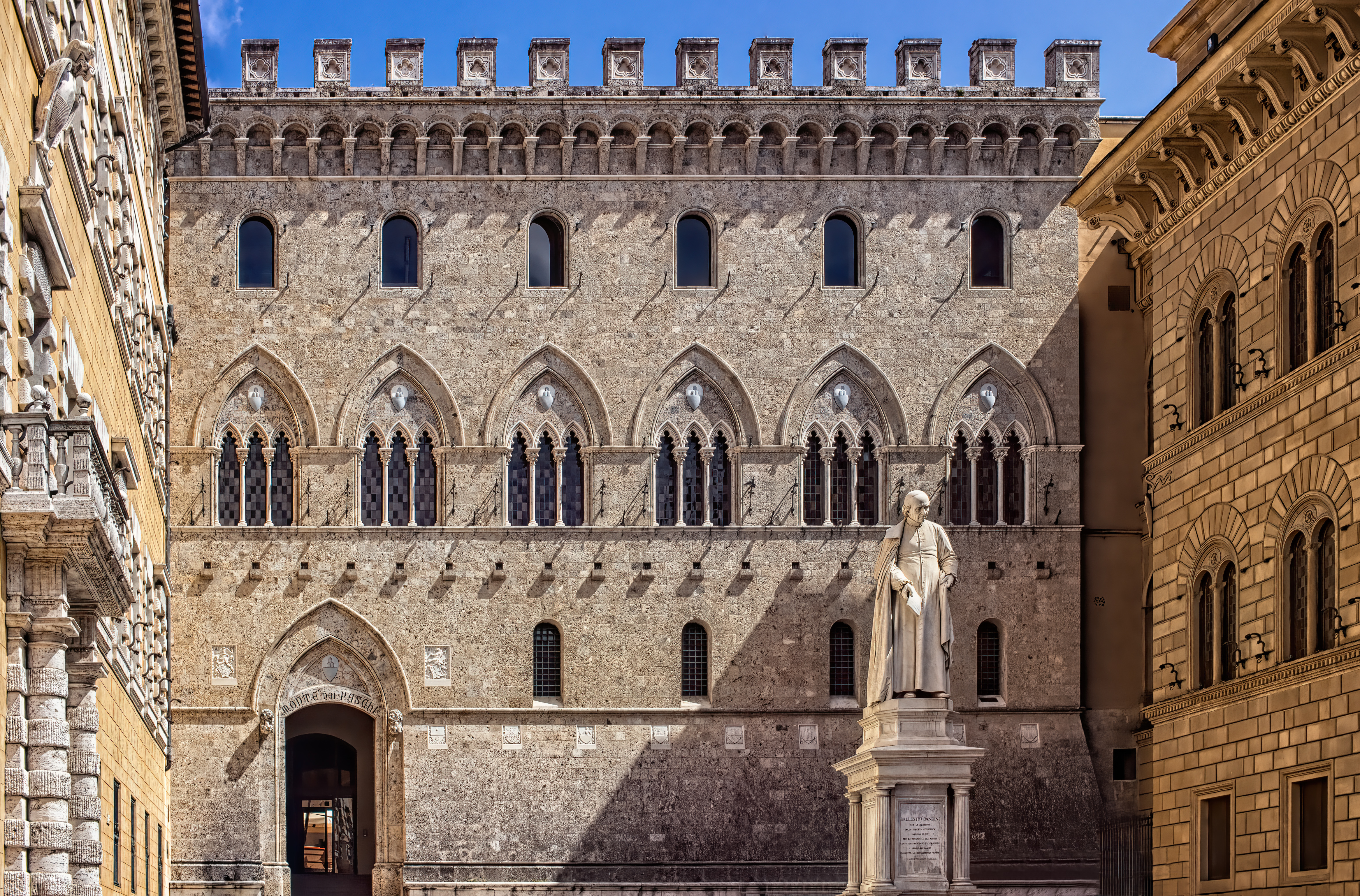
Palazzo Salimbeni, heute Sitz der Banca Monte dei Paschi di Siena

Die Familie war im Siena des 13. und 14. Jahrhunderts von großer politischer und wirtschaftlicher Bedeutung und wurde durch den Handel mit Getreide und Gewürzen in der Maremma reich. Als Stammvater wird ein Giovanni angesehen, der im 13. Jahrhundert in Vallerozzi lebte, obwohl einige Historiker die Familie auf einen legendären Salimbene zurückführen, der 1097 mit einem Kontingent von etwa tausend Sienesen unter der Führung von Bonifazio Gricci am ersten Kreuzzug und 1098 an der Eroberung von Antiochia teilnahm, wo er später zum Patriarchen ernannt werden sollte, das Amt aber ablehnte.
In Siena und Umgebung besaßen die Salimbeni zahlreiche Burgen, Paläste und Türme. Der Stammsitz der Familie war bis Anfang des 15. Jahrhunderts das Castellare, heute bekannt als Palazzo Salimbeni und Sitz der Banca Monte dei Paschi di Siena.
Die erbitterte Rivalität mit der Familie Tolomei artete oft in blutige Kämpfe aus. Der Hauptzweig starb im 16. Jahrhundert aus. Ein weiterhin bedeutender, von Bartolino Salimbeni gegründeter Nebenzweig, überlebte und wanderte im 14. Jahrhundert nach Florenz aus.

## Namhafte Mitglieder
- Niccolò dei Salimbeni, lebte im 13. Jahrhundert;
- Stricca di Giovanni de’ Salimbeni, Podestà von Bologna im Jahr 1276 und Dapitano del Popolo der gleichen Stadt im Jahr 1286, wird Dante Alighieri erwähnt;
- Elisabetta Salimbeni, verheiratet mit Guido I. Aldobrandeschi, 6. Graf von Santa Fiora;
- Antonia Salimbeni († 1411), die erste Frau des Condottiere Giacomo Attendolo;
- Lisa de’ Salimbeni, Mutter von Cecco Angiolieri und Ehefrau des Bankiers und Ritters Messer Angioliero.